# Liste der Monuments historiques in Cerre-lès-Noroy
Die Liste der Monuments historiques in Cerre-lès-Noroy führt die Monuments historiques in der französischen Gemeinde Cerre-lès-Noroy auf.

## Liste der Objekte
| Bezeichnung                                   | Beschreibung | Standort                        | Kennzeichnung | Schutzstatus | Datum | Bild |
| --------------------------------------------- | --- | ------------------------------- | ------------- | ------------ | ----- | ---- |
| Reiterskulptur Heiliger Mauritius             | Holz, farbig gefasst und vergoldet, 16. Jahrhundert                                                                            | in der Kirche St-Maurice (Lage) | PM70002175    | Inscrit      | 1994  |      |
| Marienaltar                                   | linker Seitenaltar; Altartisch, Retabel und Gemälde; Holz, farbig gefasst und vergoldet, Ölfarbe auf Leinwand, 18. Jahrhundert | in der Kirche St-Maurice (Lage) | PM70002314    | Inscrit      | 1994  |      |
| Sebastiansaltar                               | rechter Seitenaltar; Altartisch und Retabel; Holz, farbig gefasst und vergoldet, 18. Jahrhundert                               | in der Kirche St-Maurice (Lage) | PM70002315    | Inscrit      | 1994  |      |
| Prozessionskreuz                              | Metall, versilbert, Ende des 16. Jahrhunderts                                                                                  | in der Kirche St-Maurice (Lage) | PM70001788    | Classé       | 1995  |      |
| Skulptur Maria Immaculata                     | Holz, farbig gefasst und vergoldet, 19. Jahrhundert                                                                            | in der Kirche St-Maurice (Lage) | PM70002266    | Inscrit      | 1994  |      |
| Taufaltar                                     | Retabel; Holz, vergoldet, 18. Jahrhundert                                                                                      | in der Kirche St-Maurice (Lage) | PM70002267    | Inscrit      | 1994  |      |
| Kanzel                                        | Holz, farbig gefasst und vergoldet, 18. Jahrhundert                                                                            | in der Kirche St-Maurice (Lage) | PM70002268    | Inscrit      | 1994  |      |
| Zwei Beichtstühle                             | Holz, 18. Jahrhundert | in der Kirche St-Maurice (Lage) | PM70002269    | Inscrit      | 1994  |      |
| Kommunionbank                                 | Schmiedeeisen, vergoldet, 18. Jahrhundert                                                                                      | in der Kirche St-Maurice (Lage) | PM70002270    | Inscrit      | 1994  |      |
| Kruzifix                                      | Holz, farbig gefasst und vergoldet, 18. Jahrhundert                                                                            | in der Kirche St-Maurice (Lage) | PM70002271    | Inscrit      | 1994  |      |
| Gemälde Heiliger Franz-Xaver                  | Ölfarbe auf Leinwand, Holzrahmen, 18. Jahrhundert                                                                              | in der Kirche St-Maurice (Lage) | PM70002272    | Inscrit      | 1994  |      |
| Gemälde Heiliger Mauritius                    | Ölfarbe auf Leinwand, Holzrahmen, 1843 von Claude-Basile Cariage                                                               | in der Kirche St-Maurice (Lage) | PM70002273    | Inscrit      | 1994  |      |
| Gemälde Heiliger Mauritius mit Gefährten      | Ölfarbe auf Leinwand, maroufliert, nach 1897                                                                                   | in der Kirche St-Maurice (Lage) | PM70002274    | Inscrit      | 1994  |      |
| Gemälde Gottvater                             | Ölfarbe auf Leinwand, maroufliert, nach 1897                                                                                   | in der Kirche St-Maurice (Lage) | PM70002275    | Inscrit      | 1994  |      |
| Zwei Gemälde : Betende Engel                  | Ölfarbe auf Leinwand, maroufliert, nach 1897                                                                                   | in der Kirche St-Maurice (Lage) | PM70002276    | Inscrit      | 1994  |      |
| Zwei Gemälde: Papstwappen                     | Ölfarbe auf Leinwand, maroufliert, nach 1897                                                                                   | in der Kirche St-Maurice (Lage) | PM70002277    | Inscrit      | 1994  |      |
| Gemälde Heilige Johanna Franziska von Chantal | Ölfarbe auf Leinwand, maroufliert, nach 1897                                                                                   | in der Kirche St-Maurice (Lage) | PM70002278    | Inscrit      | 1994  |      |
| Gemälde Heiliger Franz von Sales              | Ölfarbe auf Leinwand, maroufliert, nach 1897                                                                                   | in der Kirche St-Maurice (Lage) | PM70002279    | Inscrit      | 1994  |      |
| Gemälde Heilige Gertrud von Nivelles          | Ölfarbe auf Leinwand, maroufliert, nach 1897                                                                                   | in der Kirche St-Maurice (Lage) | PM70002280    | Inscrit      | 1994  |      |
| Gemälde Heiliger Stefan                       | Ölfarbe auf Leinwand, maroufliert, nach 1897                                                                                   | in der Kirche St-Maurice (Lage) | PM70002281    | Inscrit      | 1994  |      |
| Gemälde Kommunion Mariens                     | Ölfarbe auf Leinwand, maroufliert, nach 1897                                                                                   | in der Kirche St-Maurice (Lage) | PM70002282    | Inscrit      | 1994  |      |
| Gemälde Apostel                               | Ölfarbe auf Leinwand, maroufliert, nach 1897                                                                                   | in der Kirche St-Maurice (Lage) | PM70002283    | Inscrit      | 1994  |      |
| Gemälde Heilige Familie                       | Ölfarbe auf Leinwand, maroufliert, nach 1897                                                                                   | in der Kirche St-Maurice (Lage) | PM70002284    | Inscrit      | 1994  |      |
| Vier Gemälde von Engeln                       | Ölfarbe auf Leinwand, maroufliert, nach 1897                                                                                   | in der Kirche St-Maurice (Lage) | PM70002285    | Inscrit      | 1994  |      |
| Vier Gemälde: Evangelisten                    | Ölfarbe auf Leinwand, maroufliert, nach 1897                                                                                   | in der Kirche St-Maurice (Lage) | PM70002286    | Inscrit      | 1994  |      |
| Gemälde Heilige Cäcilia                       | Ölfarbe auf Leinwand, maroufliert, nach 1897                                                                                   | in der Kirche St-Maurice (Lage) | PM70002287    | Inscrit      | 1994  |      |
| Gemälde einer Heiligen                        | Ölfarbe auf Leinwand, maroufliert, nach 1897                                                                                   | in der Kirche St-Maurice (Lage) | PM70002288    | Inscrit      | 1994  |      |
| Gemälde Heilige Nikolaus                      | Ölfarbe auf Leinwand, maroufliert, nach 1897                                                                                   | in der Kirche St-Maurice (Lage) | PM70002289    | Inscrit      | 1994  |      |
| Gemälde Heilige Ludwig                        | Ölfarbe auf Leinwand, maroufliert, nach 1897                                                                                   | in der Kirche St-Maurice (Lage) | PM70002290    | Inscrit      | 1994  |      |
| Gemälde Marienkrönung                         | Ölfarbe auf Leinwand, maroufliert, nach 1897                                                                                   | in der Kirche St-Maurice (Lage) | PM70002291    | Inscrit      | 1994  |      |
| Gemälde Heiliger Johannes Baptist de La Salle | Ölfarbe auf Leinwand, maroufliert, nach 1897                                                                                   | in der Kirche St-Maurice (Lage) | PM70002292    | Inscrit      | 1994  |      |
| Gemälde Unterweisung Mariens                  | Ölfarbe auf Leinwand, maroufliert, nach 1897                                                                                   | in der Kirche St-Maurice (Lage) | PM70002293    | Inscrit      | 1994  |      |
| Zwei Gemälde von weiblichen Heiligen          | Ölfarbe auf Leinwand, maroufliert, nach 1897                                                                                   | in der Kirche St-Maurice (Lage) | PM70002294    | Inscrit      | 1994  |      |
| Gemälde Heiliger Irene                        | Ölfarbe auf Leinwand, maroufliert, nach 1897                                                                                   | in der Kirche St-Maurice (Lage) | PM70002295    | Inscrit      | 1994  |      |
| Gemälde Heiliger Franziskus von Asissi        | Ölfarbe auf Leinwand, maroufliert, nach 1897                                                                                   | in der Kirche St-Maurice (Lage) | PM70002296    | Inscrit      | 1994  |      |
| Gemälde Heiliger Isidor                       | Ölfarbe auf Leinwand, maroufliert, nach 1897                                                                                   | in der Kirche St-Maurice (Lage) | PM70002297    | Inscrit      | 1994  |      |
| Gemälde Heiliger Franziskus mit Jesuskind     | Ölfarbe auf Leinwand, maroufliert, nach 1897                                                                                   | in der Kirche St-Maurice (Lage) | PM70002298    | Inscrit      | 1994  |      |
| Acht Gemälde von Engeln                       | Ölfarbe auf Leinwand, maroufliert, nach 1897                                                                                   | in der Kirche St-Maurice (Lage) | PM70002299    | Inscrit      | 1994  |      |
| Zwei Gemälde von Bischofswappen               | Ölfarbe auf Leinwand, maroufliert, nach 1897                                                                                   | in der Kirche St-Maurice (Lage) | PM70002551    | Inscrit      | 1994  |      |